# Краснолучская швейная фабрика
Краснолучская швейная фабрика — промышленное предприятие в городе Красный Луч Луганской области.

## История
Краснолучская швейная фабрика была построена в ходе индустриализации СССР и введена в эксплуатацию в 1933 году.
В ходе Великой Отечественной войны в октябре 1941 года части РККА остановили наступающие немецкие войска на реке Миус в шести километрах от города, начались оборонительные бои, которые приняли ожесточённый характер, Красный Луч подвергался артиллерийским обстрелам и воздушным бомбардировкам. 18 июня 1942 года немецкие войска оккупировали город.
1 сентября 1943 года части 51-й армии Южного фронта освободили город. При отступлении немецкие войска разрушили промышленные предприятия города, но после окончания боевых действий началось их восстановление.
В соответствии с четвёртым пятилетним планом восстановления и развития народного хозяйства СССР фабрика была восстановлена. Для работников фабрики был построен жилой микрорайон "Звезда".
С 1976 до 1993 года фабрика являлась головным предприятием Краснолучского швейного объединения (в состав которого входил также цех Краснолучской швейной фабрики в городе Вахрушево).
В целом, в советское время швейная фабрика входила в число ведущих предприятий города, на её балансе находились объекты социальной инфраструктуры.
После провозглашения независимости Украины, в 1993 году государственное предприятие было преобразовано в арендное предприятие, а в 1998 году — в открытое акционерное общество.
В 2006 году предприятие при мощности 500 тыс. швейных изделий в год выпустило 260 тыс. женских блузок и жакетов, брюк, юбок и рубашек на общую сумму 3,6 млн. гривен. В мае 2007 года владельцем фабрики стала компания «Монолит-Донецк» (структурное подразделение российской компании "Монолит").
Начавшийся в 2008 году экономический кризис осложнил положение предприятия. Тем не менее, в 2009 году швейная фабрика входила в число крупнейших действующих предприятий города.
С весны 2014 года — в составе Луганской Народной Республики.